# سوهی بعدی
سوهی بعدی (کره‌ای: 다음 소희) یک فیلم درام ۲۰۲۲ کره جنوبی به کارگردانی جونگ جو ری و با بازی به دونا و کیم شی اون است. این فیلم حول محور یک دانش آموز دبیرستانی به نام سو هی و کارآگاهی به نام یو جین می‌چرخد. این اثر به عنوان اولین فیلم اختتامیه کره‌ای در جشنواره فیلم کن ۲۰۲۲ انتخاب شد و به عنوان بخشی از "هفته بین‌المللی منتقدان" برای بخش "اکران‌های ویژه" به نمایش درآمد.
سوهی بعدی در ۲۵ مه ۲۰۲۲ در نمایش خود در جشنواره کن، تشویق هفت دقیقه‌ای ایستاده حضار را دریافت کرد. این فیلم همچنین در بیست و ششمین جشنواره بین‌المللی فیلم فنتیژا به عنوان فیلم اختتامیه به نمایش درآمد و جایزه بهترین کارگردان و جایزه نقره بهترین فیلم آسیایی را دریافت کرد. سوهی بعدی در ۸ فوریه ۲۰۲۳ در کره جنوبی منتشر شد.

## خلاصه داستان
این فیلم دربارهٔ سو هی، یک دانش آموز دبیرستانی است که در مرکز تماس تلفنی به عنوان کارآموز مشغول به کار می‌شود اما نمی‌تواند فرهنگ محیط کاری پراسترس را تحمل کند و حادثه‌ای مرموز باعث مرگ او می‌شود. کارآگاه یو جین مسئول رسیدگی به پرونده مشکوک او می‌شود.

## بازیگران
- به دونا در نقش یو جین[۴]
- کیم شی اون در نقش سو هی[۵]
- شیم هی سوپ در نقش لی جون هو
- پارک وو یونگ در نقش دونگ هو[۶]
- یو جونگ هو[۷]
- چوی هی جین در نقش لی بو رام[۸]
- جونگ هه رین در نقش جون هی[۹]
- کیم وو کیوم
- سونگ یو سپ

## تولید
فیلم‌برداری اصلی در ۱۶ ژانویه ۲۰۲۲ آغاز شد و در ۲۸ فوریه ۲۰۲۲ به پایان رسید.